# Пруст, Жозеф Луи
Жозеф Луи Пруст (иногда Пру; фр. Joseph Louis Proust; 26 сентября 1754, Анже — 5 июля 1826, Анже) — французский химик.

## Биография
Жозеф Луи Пруст родился в Анже в семье аптекаря; в аптеке отца он получил первые фармацевтические и химические знания. Юноша отправился в Париж; сначала работал учеником аптекаря, где увлёкся химией, которой учился у Г. Ф. Руэля. В 1775 году был назначен на должность управляющего аптекой больницы Сальпетриер. В 1777 году получил приглашение на кафедру химии и металлургии недавно основанной Королевской семинарии в Вергаре (Испания), где работал до 1780 года. Затем вернулся в Париж, где продолжил образование. В 1785 году король Испании Карл III пригласил Пруста на должность профессора химии Артиллерийской школы в Сеговии. В дальнейшем Пруст руководил кафедрами химии в университете Саламанки (с 1789 года), а затем Мадрида (1791—1808).
Благодаря значительной финансовой поддержке короля Пруст организовал в Мадриде очень хорошо оснащённую лабораторию, собрал ценные коллекции минералов и реактивов. В 1808 году, в период вторжения войск Наполеона в Испанию и подавления вспыхнувшего в стране народного восстания, лаборатория Пруста и его коллекции погибли. Пруст, который в это время находился во Франции, решил там остаться. В 1816 году был избран членом Парижской академии наук.

## Научная работа

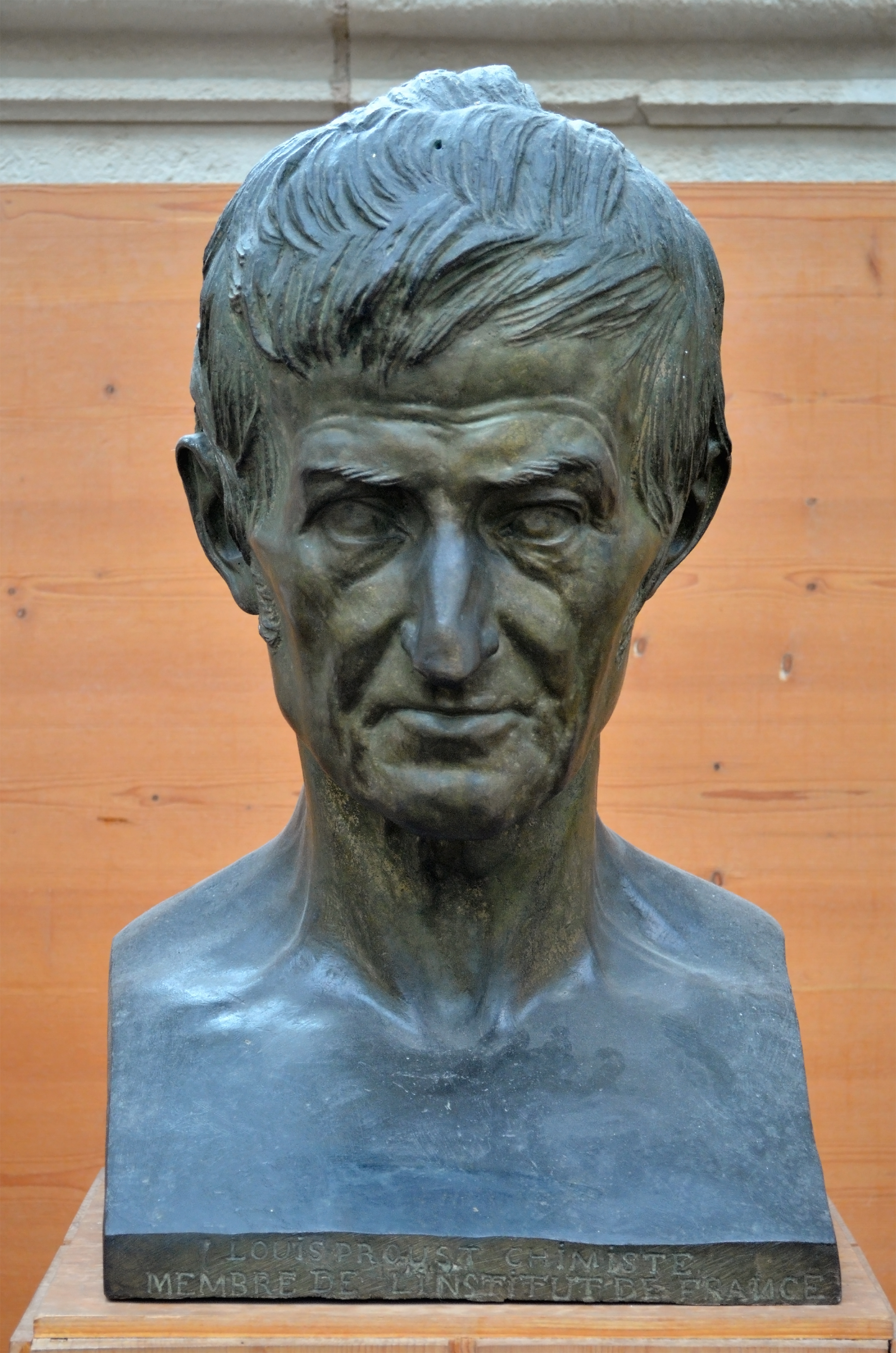
Жозеф Луи Пруст

Пруст был типичным представителем «аналитического периода». Его исследования были посвящены количественному анализу солей олова, меди, железа, никеля, сурьмы, кобальта, серебра и золота (1799—1806). Результаты, полученные Прустом, значительно расширили сведения об этих металлах и их солях. Он изучил также соли органических кислот (например, ацетат меди) и посвятил несколько исследований вопросам органической химии. Он исследовал, в частности, «медовый сахар» и установил его отличие от «тростникового сахара», изучал соединения синильной кислоты, сыр, а также различные продукты животных организмов. Среди современников получили известность его работы о мочевине и моче, ферментах, клейковине и др.
Пруст разработал некоторые методы аналитической химии; особенно следует отметить сероводородный метод осаждения металлов, получивший широкое распространение и большое практическое значение в дальнейшем. Как и многие химики-аналитики того периода, Пруст занимался и техническими вопросами, например, вопросами, связанными с приготовлением пороха, запальных фитилей и т. д.
Самым выдающимся научным достижением Пруста стало открытие закона постоянства состава. Занимаясь исследованием свойств и состава соединений различных металлов, он доказал, что при определении состава оксидов металлов многие его современники допускали ошибки, считая гидроксиды оксидами. Пруст показал также, что различные оксиды одного и того же металла имеют вполне определённый состав, который меняется скачкообразно. Исследование состава различных оксидов металлов, а также их хлоридов и сульфидов, выполненное в 1797—1809 годах, послужило основой для открытия им закона постоянных отношений.
Оппонентом Пруста в возникшей дискуссии о постоянстве состава химических соединений выступил его соотечественник — известный химик Клод Луи Бертолле. Полемика этих двух учёных продолжалась с 1801 года по 1808 год. Благодаря тому, что измерения Пруста были исключительно точными для своего времени, дискуссия закончилась в пользу Пруста, и закон постоянства состава получил признание большинства химиков, став одним из краеугольных камней химической теории.

## Память
- В честь учёного назван минерал прустит.